# 桜真澄
桜 真澄（さくら ますみ、10月15日 - ）は、日本の漫画家である。血液型O型。

## 人物
大阪芸術大学芸術学部デザイン学科を卒業。大学卒業後、コナミコンピュータエンタテインメント大阪（後のコナミ株式会社）、ソニー企業株式会社（ソニーグループ）での勤務を経験。
2004年『四季物語』で第1回大阪芸術大学新人漫画賞小池賞佳作を受賞し、漫画家デビュー。
10代の頃に映画監督大林宣彦より映画出演のスカウトを受けた経験をエッセイ漫画で公表している。
少女漫画でデビューしたが、里中満智子から「静寂でありながら胸が熱くなるストーリーを構成できる」との評価。

## 著作
- 四季物語（『河南文藝』漫画編2004年新春号、32p、ISBN 9784883158621）
- ツイオク。（竹書房『コミック恋情』2005年4月18日、34p）
- おかえり（竹書房『本当に深刻な今どきの夫婦の苦しみぶちまけスキャンダル』2005年7月19日、36p）
- 陽のさす場所は（竹書房『コミック離婚しましょう!!』2005年9月16日、36p）
- ささやきは街の上から（竹書房『女の仕返し』2005年12月10日、36p）
- 彼女の秘密（竹書房『不倫時代』2006年2月9日、36p）
- 無情の波紋（竹書房『鬼嫁スキャンダル』2006年3月3日、32p）
- 星降る夜に（竹書房『ほんとうに怖いご近所スキャンダル』2006年5月16日、34p）
- シリーズ阪神淡路大震災 全6話（竹書房『月刊ウーマン劇場』2006年8月号（7月6日） - 12月号（11月6日）、2007年2月号（1月6日））[注釈 1]
- 払ってやんない!（竹書房『ほんとうに怖いご近所スキャンダル5月号 払わない女特集』2007年4月6日、36p）
- アニマル恋セラピー（竹書房『ねこじかん～お昼寝中～』2008年8月24日、24p）
- 竹書房『本当にあったゆかいな話』、2008年 - 、不定期連載、5 -6p）
- 私が離婚した理由（宙出版『ほんとうにこわい嫁・姑』12月号、2008年11月17日、24P）
- ハッピープレゼント（宙出版『ほんとうにこわい嫁・姑』1月号、2008年12月17日、32P）
- 竹書房『本当にあった仰天スクープまんがズキュン！』、2009年 - 、不定期連載、5 - 10p）
- 『知って得する主婦の法律入門』全27話（宙出版『ほんとうにこわい嫁・姑』2月号・2008年1月17日、6月号・2011年3月17日、原作：飯野たから）[注釈 2]
- ご近所のわるいうわさ（宙出版、2009年 - 不定期連載）
- ご家族トラブル（宙出版、2009年 - 不定期連載）
- 月刊家庭サスペンス（笠倉出版社『知って得する 女の法律シリーズ』、2013年 - 2016年 法律協力：飯野たから）

### 作画
- 巨大地震 その時わたしは……（2011年、コスミック出版、原作：松田美智子、ISBN 4774755419）
- まんがでわかる法律の裏ワザ〈詐欺・悪徳商法編〉（2011年、コスミック出版、原作：飯野たから、ISBN 978-4774724294）
- まんがでわかる法律の裏ワザ〈金銭トラブル編〉（2011年、コスミック出版、原作：飯野たから、ISBN 978-4774724287）
- まんがでわかる法律の裏ワザ〈遺産トラブル編〉（2011年、コスミック出版、原作：飯野たから、ISBN 9784774724362）
- まんがでわかる法律の裏ワザ〈ご近所トラブル編〉（2011年、コスミック出版、原作：飯野たから、ISBN 9784774724416）
- まんがでわかる法律の裏ワザ〈不況サバイバル編〉（2011年、コスミック出版、原作：飯野たから、ISBN 9784774724522）
- マンガでわかる女が得する相続術（2015年、自由国民社、監修：横山正夫　原作・解説：飯野たから、ISBN 9784426119331）